# 의주파천

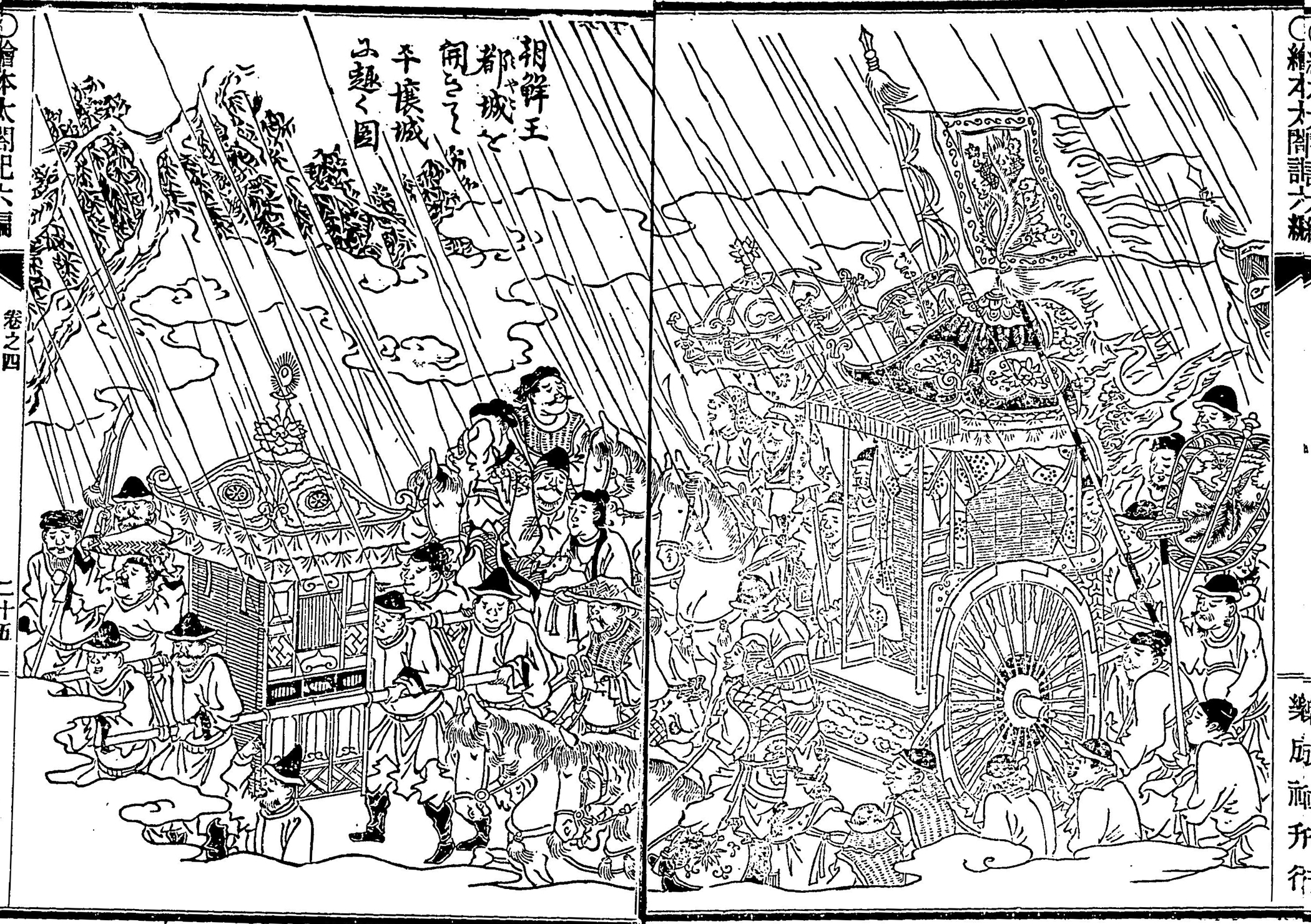
피란길에 오르는 선조의 어가행렬

의주파천(義州播遷)  또는 의주몽양, 의주몽진(義州蒙塵)은 1592년(선조 25) 4월 조선 선조가 5월 평양성을 거쳐서 6월 평안북도 의주까지 피신한 사건을 말한다. 임진왜란 초기 15일만에 일본군이 충청도와 경기도를 넘어 한성부까지 들어오자, 선조는 바로 평양으로 피신했다가 의주에 도착하였다. 이때 선조의 피난 행렬을 따른 자들은 호성공신과 호성원종공신에 책록되었다.
당시 선조는 도읍지를 평양으로 옮기는 천도를 계획했다가 대신들의 반대로 무산되었고, 1592년 6월 22일 의주 행재소에서는 명나라로 망명을 계획하고 사신을 보내 6월 27일 망명 허락을 명나라로부터 받았지만 대신들의 반대로 무산되었다.
도성의 사대부들의 계속된 환도 요청과 사헌부와 사간원이 여러 번 선조에게 돌아올 것을 요청, 1593년(선조 26) 9월 21일에 출발하여 10월 3일 한양에 도착하였다. 선조는 의주까지 가서 명나라로 피신, 망명정부를 세울 것도 고려하였으나 신하들의 반대로 실패하였다. 사헌부와 사간원의 계속된 환도 요청에 선조는 1593년(선조 26) 9월 7일 양위 의사를 밝혔다가 승정원의 만류와 9월 21일 의정부좌의정 윤두수의 만류로 철회하였다.

## 파천 결정

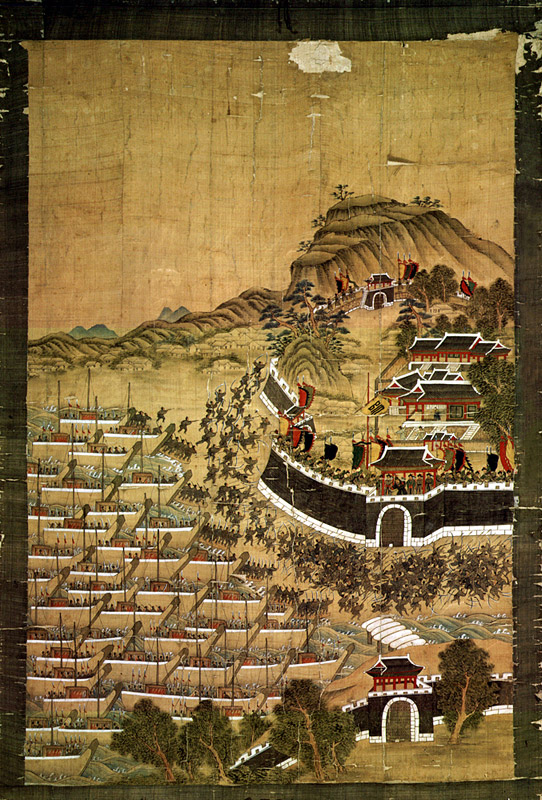
부산진 순절도
부산에서 승리한 일본군은 15일만에 충주를 함락시키고 경기도로 들어왔다.

1592년 5월 23일(선조 25년 음력 4월 13일) 일본군이 부산포에 상륙, 파죽지세로 북진해오자 조정은 보름 만에 한성을 버리고 개성으로 피난했으며, 이어 평양을 거쳐 의주까지 퇴각했다.
1592년(선조 25) 음력 4월 13일 일본군이 부산포에 상륙하였다. 임진왜란이 터지자  선조는 의정부우의정 이양원(李陽元)을 수성대장(守城大將)에 임명하고, 이전과 변언수(邊彦琇)를 수성좌위장(左衛將)과 경성우위장(右衛將)에, 신각(申恪)을, 중위대장(中衛大將)에, 박충간(朴忠侃)을 경성순검사(京城巡檢使)에 임명하여 성곽을 수축하고, 도성을 방비하게 하였다. 선조는 한편으로 징병대를 구성해 징병 체찰사(徵兵體察使)에 이원익(李元翼)과 최흥원(崔興源)을 임명하고 징병대를 전국에 보내 15~60세 남성을 징집하게 했다.
송상현, 정발 등이 전사하고 음력 4월 28일 충주 탄금대 전투에서 도원수 신립과 부원수 김여물이 이끄는 토벌대 1만 6천명이 몰살당하고 4월 말 일본군은 경기도로 들어왔다. 이에  선조는 파천, 천도를 결정한다. 음력 4월 28일 선조는 대간을 불러 파천을 상의하고, 바로 조정에서는 파천을 논의하였다. 바로 정사가 소집되고 대신들은 모두 파천을 반대하였다. 이날 영의정 이산해(李山海)는 혼자 울며 통곡하다가 정사가 끝난 뒤 승지 신잡(申磼)에게 과거에도 피신한 사례가 있었다며 설명하였다. 그리고 대신들은 모두 이산해를 비난했다.
4월 14일(음력 3월 3일)에 순회세자의 빈 공회빈 윤씨(恭懷嬪 尹氏)가 사망했는데 이양원에게 임시로 매장하게 했다. 그러나 제대로 매장했는지 의심한 선조는 5월 19일 평양에서 겸사복 현응민을 보내 창경궁(昌慶宮)의 명정전(明政殿) 주변을 확인하게 한다.
혼란에 빠진 선조는 어디로 가야할지를 신하들에게 물었다. 이에 도승지 이항복은 의주에 가서 어가를 멈추고 있다가 만약 어려운 상태에 빠져서 힘이 다 없어지고 팔도가 적에게 모두 함락된다면, 즉시 명나라 조정에 가서 사태의 위급함을 호소해야 한다면서 중국과 가까운 의주 쪽으로 피난할 것을 건의했다. 4월 28일 선조는 이원익, 최흥원, 우부승지 신잡, 주서 조존세(趙存世), 가주서 김의원(金義元), 봉교 이광정(李光庭), 검열 김선여(金善餘) 등을 만나 파천을 선언한다. 바로 광해군을 세자로 정했는데, 세자 책봉은 평양성에 도착하여 임명한다. 한편 천도를 반대하는 상소가 올라오는가 하면 4월 29일 해풍군 이기(海豊君 李耆) 등은 궐문을 두드리며 통곡했다. 이에 선조는 "가지 않고 마땅히 경들과 더불어 목숨을 바칠 것이다."며 이들을 돌려보냈다. 그러나 천도는 결정되었고 4월 30일 궁인들을 소집한 선조는 궐문을 나섰다.
비어있는 한양을 점령한 고니시 유키나가는 성주가 성을 버리고 도망친 행동에 대해 매우 어이없어했다. 센고쿠 시대당시의 다이묘들은 자신의 성은 무슨 일이 있어도 지켜야 했는데 그런 사고방식으로는 도저히 이해할 수 없는 행동을 한 게 선조였기 때문이었다.

## 장병 탈영과 혼란
어가의 피난이 결정되자 도성은 어수선해졌고, 장병들의 탈영이 있었다. 이에 수성위장들은 일부 탈영병들의 목을 베었다. 그러나 병사들의 탈영은 계속되었고, 부위, 교위 등의 장교들의 탈영에 이어 오위장과 각 위장(衛將)들도 전부 도망쳤다. 5월 3일 한양은 일본군에 함락되었고, 유도 대신(留都大臣) 이양원(李陽元)과 도원수 김명원(金命元) 등은 도망쳤다. 이보다 앞서 4월 말 이양원의 종사관 이홍로(李弘老)는 이양원의 명령을 듣지 않고 근왕(勤王)을 자원하여 떠났다. 이양원은 이홍로가 도망쳤다고 보고했다.
이양원과 김명원 및 장수들은 5월 18일 임진강변에서 만나기로 했지만 만나지 못했고, 7월 4일 일본군은 황해도를 넘어 안변군까지 도착했다. 이양원은 함경도도검찰사(咸鏡道道檢察使)에 임명되어 파견되었다가 다시 검찰사(檢察使)로 임명되어 광해군을 시종하게 했다. 그러나 7월 26일 검찰사 이양원은 이천에서 자결하였다. 선조는 이양원에게 동궁의 경호를 맡겼다가 다시 이헌국(李憲國)을 대신 동궁을 시위(侍衛)하게 하였다.
어가 피난 행렬에 일부 백성들은 돌을 던지거나 물건을 던졌고, 궁궐의 내관, 궁녀, 당상 당하의 관료들에게도 돌과 흙을 던지고 물건을 던졌다. 4월 30일 어가는 임진강을 거쳐서 개성에 도착했다. 어가가 떠난 뒤 백성들과 노비, 광대, 서얼 등은 궁궐에 불을 질렀고, 이때 호조에 있던 노비문서와 호적이 상당수 화재로 전소되었다. 이때 일부 공노비들은 자신의 신분, 호적을 날조하거나 종전 후 다시 신고하는 식으로 노비에서 벗어났다.

## 피신 과정

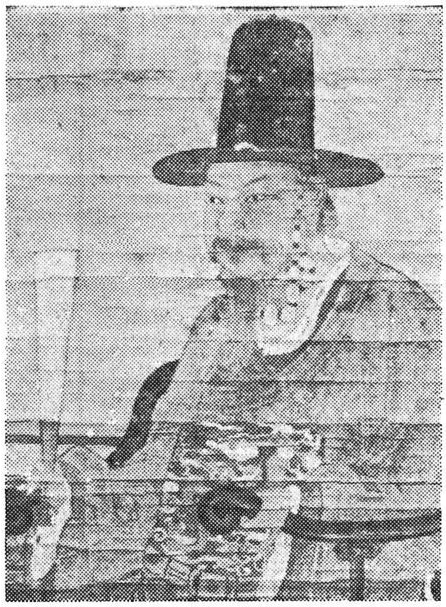
전립과 군복을 입은 선조 초상화
(윤탁연이 입수하여 보관해왔다.)

5월 1일 선조와 일행은 개성 판문에 있었다. 이때 일행은 명나라에서 급히 파견한 사자를 대접하였고, 명나라군 파병과 이들을 대접할 식량 조달 문제를 논의했다. 한편으로 명나라으 다른 사자들은 의주성에서 환대받은 뒤 내려와 만났다. 개성에 체류 중 한 백성이 선조를 향해 상감은 그동안 민생은 뒷전이고 수많은 후궁의 배 불리기에만 열중했고, 후궁의 오라비 김공량만 사랑하는 것을 제일 계책으로 삼다가 오늘 이런 일을 당했으니, 어찌 김공량을 시켜 왜적을 토벌하지 않느냐고 아우성치기도 했다. 전승에 의하면 선조 일행을 본 어느 지역의 백성은 너 같은 것도 임금이냐라며 돌팔매질을 날렸다 한다. 5월 3일 선조 일행은 개성부를 떠나 5월 4일 황해도 금교역을 출발하여 흥의역(興義驛)을 지나 평산부 관아에 머무르다가 4일 저녁에 평산 보산관(寶山館)에 도착, 이날 조정을 평양으로 천도하는 것을 논의하였다. 그러나 천도는 결정되지 않았다. 5월 5일 봉산에 도착했고, 명나라에 사람을 보내서 사신을 보낼 때 방물을 가져갈수 없다고 명나라 예부에 통보한다. 5월 6일 봉산을 떠나 동선령(洞仙嶺) 고개를 넘어 오후에 황주군에 도착하여 유숙하였다. 5월 6일 평양성에 도착하였다.
5월 6일 평양성에서 선조는 명나라의 사자를 만났다. 6월 11일 평양성을 나와 영변으로 향했다. 5월 평양에서 선조는 만일의 사태에 대비하여 평양에서 세자로 책봉한 광해군(光海君)으로 하여금 분조(分朝)를 설치하게 하였다. 선조의 한양 복귀 시까지 임시로 구성된 분조(分朝)는 광해군이 지도하였다. 한편, 선조는 홍순언을 명나라의 예부에 보내 명나라에 구원병 파견을 요청했다. 이에 명나라는 그해 9월 1일 칙서를 조선에 보내왔고, 그해 12월 만력제는 병조와 명나라 조정의 반대에도 불구하고 4만 5,000명~6만 명의 군대를 파견했다. 이 일로 장정이 죽어 명나라에서도 각종 산업과 경제, 학문 등에 차질이 생겼고 식자들은 만력제를 조선의 황제라고 조롱하였다.
6월 12일 선조 어가는 안주에서 유숙하면서 선조의 어가 피난길에 참여한 사람들의 상격을 논의하였다. 6월 13일 영변부에 도착, 14일 영변을 떠나 박천에 도착하고 류성룡 등을 만났으며 16일 가산군에서 류성룡, 정철 등을 만나 군량 조달방법, 명나라에 사신을 보내는 것을 의논하였다. 6월 16일 정주군에 도착, 17일 바로 자문을 지어 명나라에 사자를 보냈다. 바로 정주를 떠나 6월 18일 박천군에 도착, 명나라에서 임시로 보낸 1천명의 군사가 두만강변에 있지만 길안내인이 없다는 전갈을 도원수 김명원(金命元)을 통해 전달받았다. 6월 19일 선천을 떠나 거련관(車輦館)에 도착, 6월 20일 평안북도 용천군에 있다가 6월 22일 의주군에 도착하였다. 선조는 의주군 목사 관사에서 이듬해까지 체류하였다.
이 사이 조선 각지에서 발생한 의병 및 이순신·권율(權慄) 등이 이끄는 관군이 일본군과 직접 교전하였다.  전국 각지에서 의병과 불교승려들도 의병이 봉기하여 일본군을 격퇴했다. 이때 선조는 공사천무과(公私賤武科)와 참급무과(斬級武科)를 실시하여, 천인의 신분을 상승시킬 수 있는 기회를 제공하는 등 전국민적인 전쟁 참여를 유도하기 위해 힘썼다. 정식으로 시험을 보지 않더라도 일본인의 목을 많이 베어오는 자들에게는 과거 급제 자격을 내려주기도 했다. 또한 군비 조달을 위해 공명첩을 발행, 전국에 내리는 한편 이 돈으로 명나라 등에서 무기를 사올 돈을 마련하게 했다. 일본군이 1593년 4월 남쪽으로 퇴각하자 그해 10월 선조는 서울로 돌아왔다.

## 중국 망명 계획

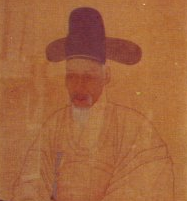
오음 윤두수
선조가 의주에서 중국으로 망명하려 하자, 결사적으로 반대하여 막았다.

1592년(선조 25) 6월 22일 선조는 명을 계획하고 대신들에게 요동으로 갈 것을 선언하였다. 6월 23일 선조는 요동으로 갈 것을 준비하라는 지시를 내렸고, 24일 신하들은 요동으로 가야 되는지를 물어보았다. 신하들은 선조의 중국 망명 계획을 결사 반대하였고, 6월 25일 윤두수는 요동으로 가는 것은 안된다고 못을 박고 창성(昌城)으로 갈 것을 건의했다.
선조는 예판 윤근수와 청원사 이덕형을 명나라로 보내서 윤근수는 명나라 병부의 장성들을 면담케 하고, 이덕형은 조선 조정이 요동으로 들어갈수 있는지를 문의하게 하여 명나라 조정에서 허락받았다는 답을 6월 27일 회신받았다. 그러나 대신들은 반대하였고, 선조는 일행이 요동으로 가지 않는 것으로 결정하였다.

## 환도 과정

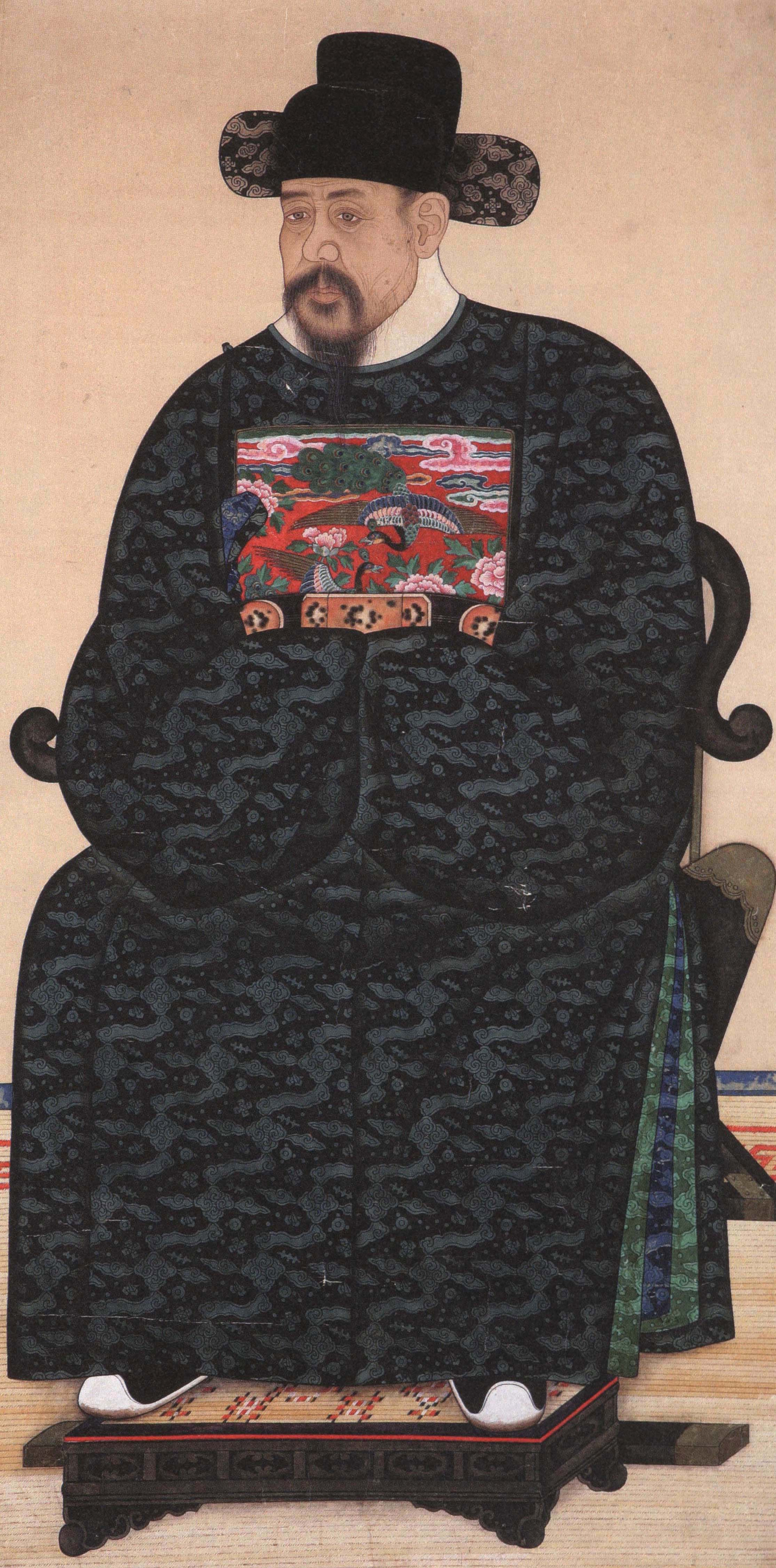
이산해
(임금과 조정에서 이미 피난을 결정했지만, 피난을 말했다가 양사에게 공격당한다.)

어가가 떠난 뒤 선조의 환도 요청은 계속되었다. 1592년(선조 25) 5월 3일 도승지 이충원(李忠元)이 환도를 선조에게 청원하였다. 5월 12일과 5월 14일에는 양사에서 천도를 입에 담은 이산해의 중벌을 주장했지만 왕이 듣지 않았다. 일본군이 도성에서 물러났다는 소문이 전해지자 1593년 2월 선조 일행은 내려와 2월 10일 평양성에 도착했다. 그해 5월 6일 대신들은 선조에게 환도를 건의하였고, 5월 27일 비변사에서는 도성으로 비밀리에 파견한 우의정 유홍(兪泓)의 장계를 근거로 환도 길을 정하자고 하였다. 7월 14일 사간원에서는 환도 날자를 정하고 선조에게 환도를 건의한다.
1593년(선조 26) 1월 18일 의주를 출발, 1월 19일 임반에 도착한 뒤 유숙하다가 2월 1일 정주에 도착했다. 2월 11일 명나라로부터 평양으로 가라는 지문을 받았다. 그러나 계속 정주 신안관에 체류하다가 2월 17일 가산군에 들어가 그날 가평관(嘉平館)에 유숙하다가 2월 18일 출발하여 안주군에 머무르다가 2월 20일 안주를 출발해 정주군에 있다가 3월 1일 광해군은 남겨두고 선조는 영유현으로 내려왔다가 3월 4일 숙천군, 3월 13일 다시 영유에서 머무르다가 사람을 보내 평양성의 현황을 알아본 뒤, 3월 20일 출발하여 3월 22일 평양성으로 갔다. 3월 25일 다시 평양성을 떠나 영유로 돌아왔다가 3월 27일 숙천군, 3월 28일 안주로 갔다. 4월 1일 다시 안주를 출발, 4월 2일 가산군, 4월 3일 정주군, 4월 4일 거련관에서 유숙, 4월 6일 운홍관으로 이어, 4월 7일 가산군, 8일 가산 출발 박천에 도착, 4월 10일 안주에 도착했다가 4월 11일 다시 영유로 갔다가 4월 18일 숙천군에 도착, 2일간 머무르다가 4월 20일 다시 영유현에 도착하여 4월 29일 출발하여 5월 7일 해주로 가자는 대신들의 청으로 5월 15일 해주에 도착하였다. 5월 13일 함경북도병마절도사 한극함이 전에 북병영의 군사를 임금에게 보내서 지키게 하라는 것을 거절했다가, 왜군에게 붙잡힌 일로 그를 베어 처형했다.
5월 24일 양사가 속히 도성으로 돌아가자고 했지만 선조는 뜸을 들였다. 이어 해주지역으로 이주한다고 선언하자 지방 수령들이 백성들에게 명하여 닦게 하다가 사헌부가 백성들에게 민폐가 많다고 중지를 청하여 중단시켰다. 5월 28일 사헌부가 도성 진주를 청하였고, 5월 29일 다시 도성으로 진주를 청하였다. 6월 1일 영유현으로 갔다가 6월 4일 숙천군으로, 6월 5일 안주군으로 6월 6일 다시 숙천군으로 갔다가 영유현으로 되돌아왔다. 6월 10일 사간원이 도성으로 진주하기를 청했다. 6월 11일 사헌부가 도성으로 환도를 청하고, 6월 12일 양사가 합계하여 도성으로 되돌아가자고 청했다. 6월 16일 중화현으로 갔다가 중화현을 군으로 승격시켰다. 6월 18일 출발하여 6월 19일 평양부 서면 주동에서 유숙하다가 다시 출발, 강서현 돈산촌 촌사로 출발 6월 20일 저녁에 평안남도 강서현에 도착했다. 이어 이헌국을 한성부로 보내 상황을 조사하게 한다.
1593년(선조 26) 8월까지 강서현에서 유숙 8월 2일 사헌부에서 환도를 건의했는데 같은 날 병조에서는 환도 일자를 뒤로 미루자고 하였다. 1593년(선조 26) 8월 3일 사헌부에서는 병조 당상(兵曹堂上), 색낭청(色郞廳)의 처벌을 건의했지만 선조는 듣지 않았다. 8월 11일 강서를 출발,  중화(中和)의 민가(民家)에서 출발하여 저정(猪井)에서 낮 수라를 들고 황주군의 윤빙(尹聘)의 집에서 유숙하였다. 14일 황주를 출발해 15일 봉산군에 도착, 율곶을 거쳐 8월 16일 재령군에 도착, 재령에서 유숙하다가 8월 18일 작천을 거쳐 해주에 도착하였다.
1593년(선조 26) 8월 28일 양사에서는 환도 날자를 정하자고 선조에게 재촉하였다. 삼사와 대신들은 계속 환도를 요청했고, 9월 19일 선조는 양위를 선언한다. 그날 양위 의사를 밝혔다가 승정원이 만류하였다. 9월 19일 선조는 비변사 회합에 나타나 다시 양위를 천명하였고 9월 21일 의정부좌의정 윤두수의 만류로 철회하였다. 9월 20일 윤두수는 속히 환도할 것을 주청하였다. 9월 22일 해주를 출발, 이세장의 집에 유숙하다가 9월 23일 연안부에 도착, 2일간 머무르자는 비변사의 건의로 4일간 머무르다가 9월 27일 개성부에 도착했다. 9월 28일 파주 동파역(東坡驛)을 거쳐 9월 29일 고양 벽제관에 도착하였다. 10월 1일 벽제관을 출발, 정릉동 행궁에 도착하여 정릉동 행궁에 머무르다가 10월 4일 정릉동을 출발하여 도성으로 복귀하였다.

## 기타
어가 파천 후에도 불안해했던 선조는 광해군 혼 등에게 일부 신하들을 딸려보내 분조(分朝)를 구성하게 했다. 선조는 일본군이나 여진족에게 사로잡힐 것을 염려하여 불안해했다. 선조의 한양 복귀 시까지 임시로 구성된 분조(分朝)는 광해군이 지도하였다.
당시 선조의 피난 행렬을 따르거나 따르던 중 사망한 자들은 1604년(선조 37) 호성공신과 호성원종공신을 책록할 때 공신으로 책록되었다.
선조의 피난길에 참여하지 않거나, 낙오된 관료들은 선조의 복귀 이후 비판을 받거나, 상대방 붕당으로부터 인신공격, 비방의 소재가 되었다. 우계 성혼의 집은 파주군 주내면(현, 파주시 파주읍)에 있었으나, 경기도를 벗어나기 전 선조가 성혼을 찾을 때 한 동인 인사가 파주 주내가 아닌 임진강변에 있는 한 민가를 성혼의 집이라고 거짓으로 보고하였다. 이 일로 성혼은 임금의 피난을 따르지 않은 자라는 비난을 당했고, 후일 인조 때 율곡 이이와 우계 성혼의 성균관 문묘에 추가로 종사할 때 남인으로부터 선조의 피난길을 외면했다는 인신공격, 비방의 소재가 되었다.
남근(南瑾)은 사헌부지평 재직 중 1592년(선조 25) 4월 임진왜란이 터지자 선조가 평양을 거쳐서 의주로 피난가는데, 어가의 몽양길에 따라갔다가 뒤쳐졌다는 이유로 그해 5월 체직당했다. 도리어 남근이 연서(延曙)까지 왔다가 달아났다는 이유로 지적을 당했다. 그 해 10월 23일 남근은 사헌부로부터 탄핵을 당했는데, 호종길에 뒤쳐졌는데 그때까지 오지 않았다는 이유로 삭직을 청했다. 임진왜란이 종결된 뒤 선조는 호종 관원들에게 작은 상을 내릴 때 남근 등 호종길에 뒤쳐진 이들에게도 시상하였으나 1592년 12월 4일 사간원으로부터 명을 거두어달라는 청이 올려져, 취소되었다.

## 같이 보기
- 선조
- 조선 광해군
- 임진왜란
- 충주 탄금대 전투
- 호성공신
- 원종공신
- 선무공신
- 문천회맹

## 참고 문헌
- 선조실록
- 선조수정실록
- 국조보감
- 연려실기술

## 관련 서적
- 유성룡, 《징비록》 (이민수 역, 을유문화사,  1994)
- 유성룡, 《징비록》 (구지현 번역, 중앙북스, 2008)
- 이남희, 《클릭 조선왕조실록》(다할미디어, 2008)
- 민족문화추진회, 선조실록 (민족문화추진회 역, 민족문화추진회, 1989)
- 민족문화추진회, 선조수정실록 (민족문화추진회 역, 민족문화추진회, 1989)